# Duplo Exílio
Duplo Exílio é um filme português realizado em 2001 por Artur Ribeiro.
A estreia em Portugal foi a 13 de Abril de 2001.

## Elenco
- John Gardner - David Santo
- Joana Seixas - Isabel
- Diana Costa e Silva - Ana
- Manny de Dilva - Manny
- José Wallenstein - Nuno
- David Lida - Ronald Silva
- Bob Engel - Joe Sousa
- Nélia Medeiros - Mary
- Gilberta Rocha - Elisa
- Corey Lane - Inspector INS
- Eric Frandsen - Inspector Sénior do INS
- Kennedy Murray - Guarda Prisional
- Elbehard Schedi - Agente prisional 2
- Rui Brasil